# Liste der Monuments historiques in Le Chêne
Die Liste der Monuments historiques in Le Chêne führt die Monuments historiques in der französischen Gemeinde Le Chêne auf.

## Liste der Objekte
| Bezeichnung                | Beschreibung                                                   | Standort                                | Kennzeichnung | Schutzstatus | Datum | Bild |
| -------------------------- | -------------------------------------------------------------- | --------------------------------------- | ------------- | ------------ | ----- | ---- |
| Kruzifix                   | Eichenholz, farbig gefasst, 17. Jahrhundert                    | in der Kirche St-Pierre-ès-Liens (Lage) | PM10000578    | Classé       | 1978  |      |
| Kanzel                     | Eichenholz, bemalt und vergoldet, 18. Jahrhundert              | in der Kirche St-Pierre-ès-Liens (Lage) | PM10004818    | Inscrit      | 1978  |      |
| Weihwassereimer            | Bronze, 16. Jahrhundert; in der Mairie deponiert               | in der Kirche St-Pierre-ès-Liens (Lage) | PM10000577    | Classé       | 1913  |      |
| Skulptur Madonna mit Kind  | Kalkstein, farbig gefasst, 15. Jahrhundert                     | in der Kirche St-Pierre-ès-Liens (Lage) | PM10000576    | Classé       | 1911  |      |
| Gemälde Heiliger Balsemius | Ölfarbe auf Leinwand, 17. Jahrhundert; in der Mairie deponiert | in der Kirche St-Pierre-ès-Liens (Lage) | PM10004819    | Inscrit      | 1978  |      |